# Coliseum Burgos

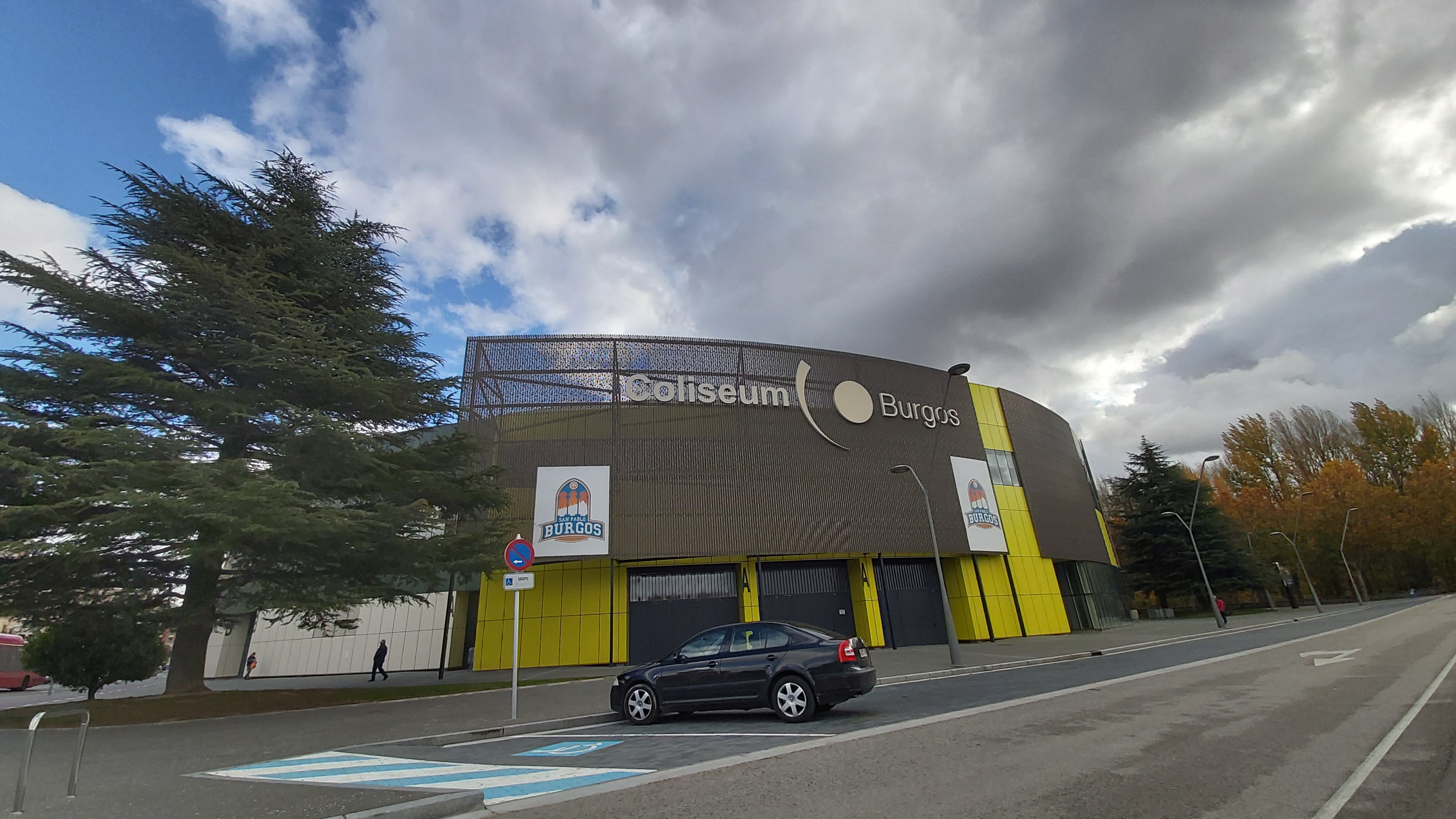
Vista exterior

Coliseum Burgos es un coso taurino con función de pabellón multiusos situado en el Distrito 3 - Este de la ciudad de Burgos (Castilla y León) España. Junto al río Arlanzón en la zona instalaciones deportivas del El Plantio —estadio de fútbol, pistas de tenis, de piscinas climatizadas y de verano, y polideportivo. 
Es un coso taurino español inaugurado en su origen en el año 1967 y remodelado en 2015 para cumplir la función de pabellón multiusos (taurino, deportivo, conciertos y otras actividades). Contaba en sus inicios con un aforo de más de 12.000 espectadores y, tras la remodelación, el aforo actualmente varía según el uso de la instalación, hasta un máximo de casi 9.500 personas.

## Plaza de toros del Plantío, desde 1967 hasta 2015
Anteriormente al coso de El Plantío, la plaza de toros de la ciudad estaba situada junto a la actual plaza de España y la avenida del Cid y era conocida como plaza de toros de Los Vadillos o coso de Los Vadillos, por llamarse así el barrio en la que estaba situada en el centro de la ciudad.
La fachada principal de la anterior plaza contaba con tres grandes puertas e iba provista de una celosía de hormigón y vidrio impreso. En cuanto a la cubierta de la plaza, tenía bóvedas en forma de conoide, con la parte interior más peraltada, dejando cubiertas las localidades altas. Disponía de una enfermería-quirófano.
La plaza tenía, en un principio, un aforo de 12.277 localidades, todas con buena visibilidad, con localidades de barrera (286), contrabarrera (288), 1ª fila tendido (303), tendidos (7.095), 1ª fila tendido cubierto (384), tendido cubierto (3.831),  palcos presidencia (13), palcos particulares (44) y palco del Ayuntamiento (20). Estaba dividida en ocho tendidos, siendo los de sombra los números 1, 2, 7 y 8 (5.946 localidades); sol y sombra el 3 (1.622 localidades) y sol los números 4, 5 y 6 (4.709 localidades).

### Historia

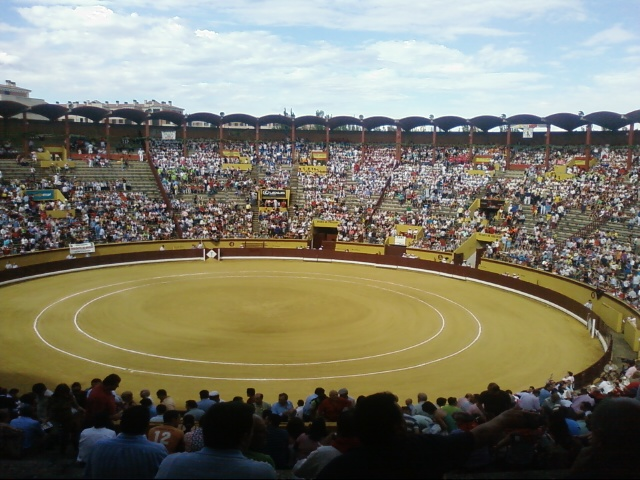
El antiguo coso taurino antes de su renovación

El proyecto fue adjudicado por el Ayuntamiento de Burgos, presidido por su alcalde Fernando Dancausa de Miguel, a la empresa “AGOSA”, en base al proyecto redactado por el ingeniero de Caminos, Canales y Puertos, Agustín Gómez Obregón y el arquitecto Fernando Obregón Ansorena. El presupuesto de las obras ascendió a 27.296.037,79 pesetas. ”AGOSA” comenzó las obras el día 18 de octubre de 1966 y las terminó el 18 de junio de 1967, en un total de 200 días laborales.
La inauguración corrió a cargo de le empresa “Dominguín” en la tarde del 28 de junio de 1967, para que los espadas Jaime Ostos, Manuel Benítez "El Cordobés" y José Manuel Inchausti "Tinín", alternaran en la lidia de cinco toros de Pío Tabernero y uno de Los Campillones.

### Remodelación de la antigua plaza
En abril de 2013, el alcalde de Burgos, Javier Lacalle, anunció que había deficiencias importantes en el estado de la estructura de la plaza, así que el ayuntamiento se planteó su derribo y sustitución por un pabellón multiusos, ya que cada año, para garantizar la seguridad del edificio durante la feria taurina, había que hacer grandes inversiones.

Pero, finalmente, debido al alto presupuesto para construir un nuevo edificio, en tiempos de crisis económica, se optó por hacer una profunda remodelación, consolidando y adaptando la estructura de la antigua plaza de toros y convirtiéndola así en una instalación multiusos, cambiando el nombre de Plaza de Toros del Plantío por el nombre de Coliseum Burgos, aunque los burgaleses usan ambos nombres.

## Coliseum Burgos, desde junio de 2015
Tras haber presentado el alcalde Javier Lacalle el recinto dos días antes, la inauguración del Coliseum Burgos se produjo el 27 de junio de 2015
, con la primera corrida de toros de la Feria de Sampedros 2015. La terna de toreros estuvo formada por Enrique Ponce, Julián López "El Juli" y  Alejandro Talavante que lidiaron toros de la Ganadería burgalesa de Antonio Bañuelos. Se colgó el cartel de "No hay billetes". Ponce no cortó orejas. El Juli cortó una oreja en su primer toro (2º de la tarde) y Talavante cortó dos orejas a su primer toro (3º de la tarde), siendo el primer torero que sale a hombros por la puerta grande de la nueva plaza (como anécdota decir que no se veía esto desde 1966, ya que la anterior configuración de la plaza no poseía una puerta grande como tal a la calle).
Hoy en día se ha renovado toda la instalación, se han añadido asientos en el interior y se ha instalado una cubierta permanente para poder ser utilizada todo el año como pabellón multiusos. La fachada exterior antigua se ha recubierto con placas de tonos verdes para mimetizarla con el entorno. El nuevo edificio multiusos se estrenó el 27 de junio de 2015 con la feria taurina de las fiestas patronales de Burgos y ha costado 5,5 millones de euros.
Actualmente el nuevo edificio, llamado Coliseum Burgos, tiene 8.550 localidades en la modalidad de plaza taurina y unas 9.500 en la modalidad de pista deportiva.

### Actividades destacables
- Feria taurina de las fiestas patronales de San Pedro y San Pablo (los Sampedros).
- En julio de 1975, acogió el primer festival de música rock celebrado en España, conocido como La Cochambre, incluyendo actuaciones, entre otros, de los grupos Alcatraz, Tílburi, John Campbell, Eva Rock, Hilario Camacho, Granada, Iceberg, Burning o la Orquesta Mirasol.[11]
- Feria del Stock Gangamanía, organizada por la Asociación de comerciantes de la zona de Gamonal.[12]
- Primer partido oficial del club Baloncesto Miraflores en la liga ACB el 1 de octubre de 2017[13]